# Instituto Chileno de Investigaciones Genealógicas
El Instituto Chileno de Investigaciones Genealógicas es una corporación de derecho privado fundada en Santiago el 29 de noviembre de 1948. Federado al Instituto Internacional de Genealogía y Heráldica, adherido a la Confederación Internacional de Genealogía y Heráldica y representante de la Sección Genealogía y Heráldica de la Sociedad Chilena de Historia y Geografía.

## Orígenes
De acuerdo a lo que expresa su página web el Instituto Chileno de Investigaciones Genealógicas fue fundado el 29 de noviembre de 1948 en la avenida Antonio Varas n.° 45, en la comuna de Providencia en Santiago de Chile, cuando veintiún personas -previamente citados por el dueño de casa, Darío Zañartu Cavero- eligieron el primer directorio, que fue presidido por  Jorge de Allendesalazar Arrau, Mayor de Caballería en retiro; Vicepresidente lo fue el arqueólogo Fernando Márquez de la Plata; asesor, el heraldista y nobiliarista  Juan Luis Espejo; secretario, el médico  Sergio Larraín Eyzaguirre; tesorero,  Luis Molina Wood; bibliotecario, el señor Zañartu, ya nombrado, y prosecretario, Juan Eduardo Barrios Barth.
Sin embargo, existen antecedentes que la Sociedad Chilena de Historia y Geografía fundada en 1911 fue generando «una sección donde se dio cobijo a quienes se interesaban en la historia social y en la investigación genealógica, base de la chilenidad. Así nació la Sección de Estudios Coloniales. Fue preocupación constante de selectos miembros de la Sección el origen, la formación de las clases, sus tendencias y transformaciones, los aportes de diferentes solares europeos y nativos, el funcionamiento de las redes de parentescos en su actuar en la vida institucional del país, su poblamiento y organización como un futuro estado, desde el siglo XVI en adelante, datos de los cuales no puede prescindir ningún historiador ni sociólogo», explica Isidoro Vásquez de Acuña, expresidente del Instituto.
Entre sus miembros más ilustres cabe destacar los nombres del R.P. Gabriel Guarda OSB, el Dr. Prof. Julio Retamal Favereau, don Luis Lira Montt, doña Ingeborg Schwarzenberg de Schmalz, don Juan Mujica de la Fuente, entre otros.

## Directorio

### Actual directorio
Su directorio se elige cada dos años y está compuesto para el período 2017-2019, por los siguientes investigadores
- Presidente: Jorge del Real Westphal
- Vicepresidente: Manuel José Ureta Álamos
- Secretario general: Cristián Mujica Escudero
- Canciller: José Miguel de la Cerda Merino
- Director de la Revista de Estudios Históricos: Cristian Cofré León
- Tesorero: Pablo Troncoso Cruz
- Bibliotecario: Pablo Blanco Traverso
- Prosecretario: Patricia Hurtado Llona

### Presidentes del Instituto Chilenos de Investigaciones Genealógicas
- Jorge de Allendesalazar Arrau (1949)

- Salvador Valdés Morandé (1950-1953)

- Carlos Flórez Vicuña (1954-1955)

- Zenón Urrutia Infante (1956-1957)

- Jorge de Allendesalazar Arrau (1963-1973)

- Luis Lira Montt (1974-1984)

- Régulo Valenzuela Matte (1985-1990)

- Carlos Celis Atria (1991-1997)

- Juan Guillermo Muñoz Correa (1998-2003)

- Isidoro Vásquez de Acuña García del Postigo (2004-)

## Biblioteca
Posee una biblioteca y un archivo. 
La biblioteca está compuesta por obras especializadas en genealogía chilena y extranjera. Constantemente se reciben publicaciones de institutos especializados, extranjeros, sobre todo de España. 
El archivo está compuesto por más de 120 volúmenes de apuntes manuscritos que don Guillermo Edwards Matte realizó y donó al Instituto, siendo este conocido como el Archivo Edwards Matte (AEM). Además cuenta con 16 volúmenes empastados de transcripciones de libros parroquiales y notariales de La Serena y Coquimbo realizado por don Eduardo Barrios Barth. También cuenta con las donaciones de fichas realizadas por otros investigadores ya fallecidos.

## Publicaciones
Publica la Revista de Estudios Históricos, fundada en 1948, y que se edita anualmente. El año 2008 publicó el ejemplar número 50, que contiene un índice general de los números anteriores.